# Elsholtzieae
Tribu
Les Elsholtzieae sont une tribu de plantes à fleurs de la famille des Lamiaceae et de la famille des Nepetoideae.
Le genre type est Elsholtzia Willd..

## Liste des genres
Collinsonia – Elsholtzia – Mosla – Ombrocharis – Perilla – Perillula

## Publication originale
- (en) Burnett G.T., 1835. Outlines of Botany, including a general history of the vegetable kingdom. Vol. 1–2. London: John Churchill: 1190 pp., page : 971.